# In Mutters Stübele
In Mutters Stübele, mundartlich auch In Mueders Stübele, ist ein deutsches Volkslied.

## Text und Melodie
Hochdeutsch

1. In Mutters Stübele,

da geht der hm, hm, hm,

in Mutters Stübele,

da geht der Wind.

2. Ich muss erfrieren drin

mit meinem hm, hm, hm,

ich muss erfrieren drin

mit meinem Kind.

3. Wenn das die Mutter wüsst,

dass ich erfrieren muss,

sie würde grämen sich

bis in den Tod.

4. Ich geh vors Herrenhaus

und du vors hm, hm, hm,

ich geh vors Herrenhaus

und du vors Tor.

5. Ich krieg ein Äpfele

und du ein hm, hm, hm,

ich krieg ein Äpfele

und du ein’ Birn.

6. Ich sag: vergelts euch Gott,

und du sagst: hm, hm, hm,

ich sag: vergelts euch Gott,

und du sagst: Dank!
Mundartlich „aus dem Kandertal (Breisgau)“

1. Ins Mueter Stüebeli,

do goht der hm, hm, hm,

ins Mueter Stüebeli,

do goht der Wind.

2. Mueß fast verfriere

vor lauter hm, hm, hm,

mueß fast verfriere

vor lauter Wind.

3. Mir wei (wollen) go bettle go,

es si üf  hm, hm, hm,

mir wei go bettle go,

es si üf zwei.

4. Du nimmsch der Bettelsack

un i der hm, hm, hm,

du nimmsch der Bettelsack

un i der Korb.

5. Du stohsch vors Läderli

un i for hm, hm, hm,

du stohsch vors Läderli

un i for Tür.

6. Du kriegsch e Weckerli

un i e hm, hm, hm,

du kriegsch e Weckerli

un i e Bir (Birne).

7. Du seisch, vergelt is Gott,

un i sag hm, hm, hm,

du seisch, vergelt is Gott,

un i sag danck.

8. Du stecksch der Speck in Sack

un i der hm, hm, hm,

Du stecksch der Speck in Sack

un i der Ank (Butter).

9. Du seisch, vergelt is Gott,

un i sag hm, hm, hm,

du seisch, vergelt is Gott,

un i sag danck.

## Inhalt und Form
Das Lied handelt von Not, Armut, und der Sorge vor Hunger und Kälte, der eine junge Mutter nur das Bitten um Almosen entgegenzusetzen weiß. Es wird in der Volksliedforschung daher als Bettellied betrachtet. Im Kontrast dazu steht die melancholische Melodie im 3/4-Takt, die dem Lied einen wiegenden Charakter verleiht. Der Text ist nach dem Lückentext-Prinzip gestaltet, bei dem in jeder Strophe ein Agens zunächst nicht genannt, sondern durch ein gesummtes „hm, hm, hm“ angedeutet wird, was erst in der Wiederholung aufgelöst wird.

## Geschichte und Überlieferung
Die Entstehungszeit des Liedes wird meist im 19. Jahrhundert angenommen, in volkskundlichen Sammlungen und Gebrauchsliederbücher ist es erst nach 1900 nachgewiesen, so im Zupfgeigenhansl ab 1911. Als Herkunft findet man das Breisgau angegeben; auch in anderen Regionen des alemannischen Sprachraums wie dem Elsass, Vorarlberg und der deutschsprachigen Schweiz war es verbreitet. Von dort aus verbreitete es sich auch in hochdeutsche Textfassung im gesamten deutschen Sprachraum. Die Verbreitung in Tirol und anderen Teilen Österreichs wird in Zusammenhang mit den Schwabenkindern gebracht.

## Rezeption
Das Lied wird häufig als Tanzlied für Kindergarten- und Unterstufenschulkinder eingesetzt. In Aufnahmen und Aufführungen, die der volkstümlichen Musik nahestehen, wird es häufig, den problematischen sozialen Inhalt ignorierend, als lieblich-heimeliges Wiegenlied wiedergegeben.
Der Liedermacher Walter Mossmann schuf Mitte der 1970er Jahre einen neuen Text in badischer Mundart als Protestsong gegen das geplante Kernkraftwerk Wyhl, der eines der frühesten Lieder der Anti-Atomkraft-Bewegung darstellt.